# Crooner

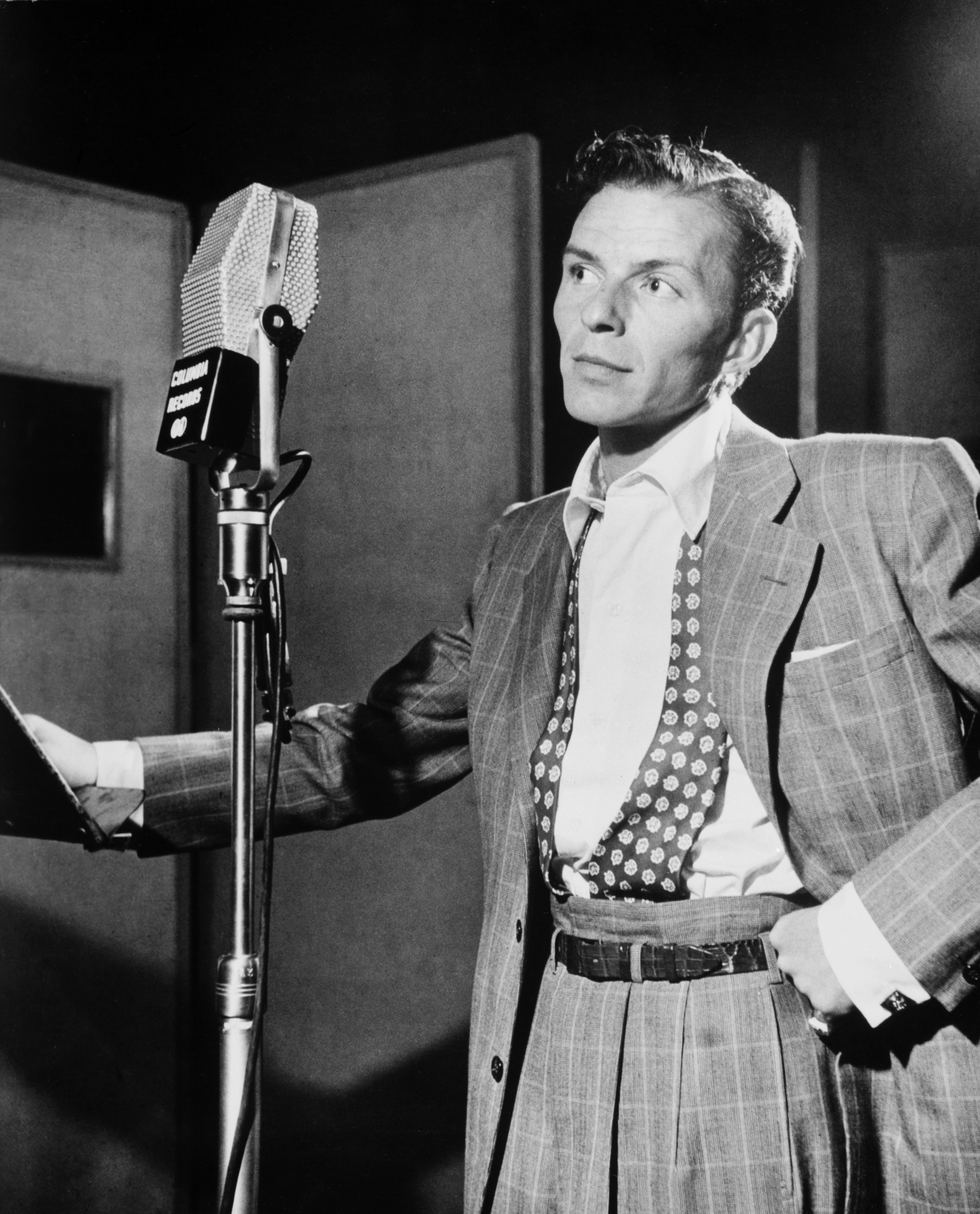
Un crooner celebru, Frank Sinatra, recunoscut mai ales pentru vocea sa caldă și „învăluitoare”, precum și pentru pronunția impecabilă a liricii cântecelor (aici, aflat la o înregistrare, în 1947).

Crooner (termen provenit din limba engleză, croon - verb, crooner, cântăreț și crooning, maniera interpretativă a unui crooner - substantiv) este un termen desemnând un cântăreț vocal care cântă într-o anumită manieră vocală interpretativă inspirată de stilul melodiilor foarte cantabile și cunoscute (denumite, relativ similar, în limba română muzică ușoară), la care se adaugă importante elemente ale baladelor muzicale și foarte adesea de jazz.  Crooners sunt în mod normal acompaniați de o orchestră completă sau de un ansamblu instrumental numit big band. 
Într-o primă aproximare lingvistică un crooner este un baladist, deși unii dintre acești, printre care se numără Frank Sinatra și Bing Crosby, nu acceptaseră această caracterizare a modului lor interpretativ muzical.  Alții, printre care se găsește și Russ Colombo, consideră termenul crooner a avea o conotație negativă, și ca atare refuzându-l.  Deși atât femeile cât și bărbații pot practica acest mod muzical interpretativ, termenul "crooner" este rar, și considerat incorect utilizat pentru a desemna o cântăreață, care practică stilul muzical crooning. 
Ca o caracteristică generală a acestui mod interpretativ, toți "baladiștii" din categoria cântăreților crooners cântau și popularizau cântece din grupul inter-conectat de cântece, numite cu un termen colectiv, Great American Songbook.  Acest termen se referă la muzica promovată de teatrele de pe Broadway, filmele muzicale de la Hollywood și Tin Pan Alley, cuprinzând perioada sa "de aur" dintre anii 1920 și anii târzii 1950, cunoscând un declin în anii 1960, odată cu intrarea pe scena muzicală anglo-saxonă a rock and roll-ului. 

## Naștere și evoluție
Stilul interpretativ al unui crooner se numește crooning.  Este un stil interpretativ muzical având rădăcini în maniera Bel Canto a operei italiene, dar cu accentuarea nuanțelor vocale subtile și a frazării muzicale specifice jazzului spre deosebire de ornamentarea elaborată și sofisticată de structură baroc a operei ca gen liric practicat pe scenele lumii. 
Înainte de inventarea microfonului și a amplificării sonore, posibile doar după invenția tuburilor electronice de tipul diodei, cântăreții trebuiau să fie posesorii unor voci puternice, dacă spectacolul avea loc într-o sală mai mare.  Spre exemplu, Al Jolson, posesorul unei voci puternice, putea să-și facă auzită vocea până în părțile cele mai îndepărtate ale unei săli  de spectacole.  Ca atare, lipsa amplificării, în era de început a crooning-ului, a dus la crearea unui stil vocal bazat pe forța volumului vocal.  Mai târziu, odată cu existența amplificării sonore a dus la crearea unui stil mult mai personal, bazat pe finețe, rafinament și inflexiuni multiple. 

## Declin și renaștere
După anii 1953 - 1954, muzica din țările de limbă engleză a început să fie dominată de alte stiluri muzicale, printre care rock 'n' roll-ul era la loc de cinste.  Astfel, muzica interpretată de cei mai cunoscuți crooners ai momentului, așa cum erau Perry Como și Matt Monro, a fost re-numită "easy listening" ori chiar "adult contemporary". 
Crooners au rămas apreciați și iubiți printre pasionații muzicii pop tradiționale, fiind reprezentați de cântăreți activi și apreciați făcând parte din diferite generații.  Printre aceștia se numără cântăreții activi și cunoscuți Tony Bennett, Tom Jones, Michael Bublé și Engelbert Humperdinck, care mențin acest gen de interpretare muzicală în viață. 

## O listă a unor cunoscuți crooners
| - Paul Anka - Eddy Arnold - Bobby Bare - Tony Bennett - Brook Benton - Pat Boone - Michael Bublé - Buddy Clark - Nat King Cole - Perry Como - Harry Connick, Jr. - Bing Crosby - Jamie Cullum - Bobby Curtola - Vic Damone - Bobby Darin - Sammy Davis Jr. - Neil Diamond | - Dion - Dave Dudley - Matt Dusk - Billy Eckstine - Eddie Fisher - Sergio Franchi - John Gary - Buddy Greco - Wouter Hamel - Dick Haymes - Engelbert Humperdinck - Burl Ives - Sonny James - Jack Jones - Tom Jones - Frankie Laine - Steve Lawrence - Barry Manilow | - Dean Martin - Al Martino - Johnny Mathis - Rod McKuen - Roger Miller - Matt Munro - Jim Nabors - Ricky Nelson - Les Paul - Webb Pierce - Gene Pitney - Ray Price - Charley Pride - Louis Prima - Jim Reeves - Charlie Rich - Marty Robbins - Jimmie Rodgers | - Roy Rogers - Neil Sedaka - Jack Sheldon - Frank Sinatra - Mel Tillis - Mel Tormé - Bobby Troup - Valdy - Jerry Vale - Rudy Vallee - Frankie Valli - Bobby Vee - Bobby Vinton - Jerry Wallace - Slim Whitman - Roger Whittaker - Andy Williams - Glenn Yarbrough |  |